# 臺南市東區博愛國民小學
22°59′36″N 120°12′48″E / 22.993326°N 120.213432°E
臺南市東區博愛國民小學（簡稱博愛國小，又稱博愛英語村）是中華民國臺南市東區的一所國民小學，學校正門位在前鋒路，而地下有東寧地下道穿越。學校三面均為歷史古蹟或歷史建築，為原臺南縣知事官邸、原臺南廳長官邸與原竹園町臺南州職員宿舍（現委外經營）。學校有時會舉辦英語村冬令營，現有班級數16班，並於2021年新設首位專任輔導教師職。

## 校史
博愛國小最初為1961年9月成立的「勝利國民學校竹園分校」，在‭1963年8月獨立為「博愛國民學校」，在1968年8月因實施九年國民義務教育，校名改為「博愛國民小學」。目前的校舍是分別在2005年、2007年分期完工。2009年10月，成立台南市國際英語村。

## 歷任校長
勝利國民學校竹園分校（到職年月）
- 鄭和信：1961年9月（分校主任）
- 林書鎮：1962年4月（分校主任）

博愛國民學校、博愛國民小學（到職年月）
- 林書鎮：‭1963年8月
- 蔡財根：‭1974年12月
- 高華欣：1980年3月
- 林金水：‭1983年4月
- 何明輝：‭1987年9月
- 吳文賢：‭1994年2月
- 陳先助：‭1995年3月
- 李宗賢：‭1997年8月
- 林文雄：‭2000年2月
- 陳建安：‭2004年8月
- 陳東陽：2011年8月
- 張慧芬：2015年8月
- 曾千純：2023年8月（現任）

## 校內社團
- 桌球社
- 羽球社
- 溜冰社
- 扯鈴社
- 藝術創作社

## 資料來源
- 臺南市政府教育局各級學校基本資料 （页面存档备份，存于）

1. 1 2 3  . 博愛國小.   [2022-06-19]. （原始内容存档于2022-06-20）.